# La Récréation
Pour les articles homonymes, voir La Récréation (homonymie).
Pour plus de détails, voir Fiche technique et Distribution.
La Récréation (en persan : زنگ تفریح, Zang-e Tafrih) est un court métrage dramatique écrit et réalisé par Abbas Kiarostami. Il est sorti en 1972.

## Synopsis
Un jeune garçon est à la porte de sa classe. Il tient son cahier et un ballon de foot très mou tout en soufflant dans un ballon de baudruche. Le directeur passe et le punit de coups de baguette sur les mains. La cloche sonne et tout le monde sort en courant.
Le gamin file dans le dédale des ruelles et arrive dans une cour où des garçons de son âge et plus vieux jouent au foot. Le ballon lui arrive dans les pieds et il tire. Les gars sont furieux et il s'enfuit, poursuivi par le plus vindicatif. Réfugié dans une maison qui n'est pas la sienne et prudent pour en ressortir, il parvient à lui échapper.
Il se retrouve aux abords du village, franchit des pâturages et un ruisseau puis des barbelés. Il se retrouve au bord d'une route à grande circulation et, ne sachant comment la traverser, la longe.

## Fiche technique
- Titre original : Zang-e Tafrih
- Réalisation et scénario : Abbas Kiarostami
- Pays de production :  Iran
- Genre : court métrage dramatique
- Format : noir et blanc
- Durée : 14 minutes
- Date de sortie : 1972

## Distribution
- Siroos Hassanpoor : Dara